# Fabio Ramiro Álvarez
Fabio Ramiro Álvarez (Ciudad de Córdoba, Argentina, 3 de marzo de 1992) es un futbolista argentino. Juega como mediocampista y su actual equipo es Náutico Rumipal.

## Clubes
| Club                   | País      | Año       |
| ---------------------- | --------- | --------- |
| Talleres de Córdoba    | Argentina | 2014      |
| Racing de Córdoba      | Argentina | 2014-2015 |
| Central Norte de Salta | Argentina | 2015      |
| Atlético Chicoana      | Argentina | 2016      |
| Racing de Córdoba      | Argentina | 2017-?    |